# Органічний закон

Органічний закон — вид конституційного закону, необхідність прийняття якого прямо передбачена чинною конституцією; перелік таких законів, визначені конституцією. Вони не включаються в текст конституції, діють разом із нею, бо їх ухвалення органічно випливає з її змісту. Процедура їх ухвалення відрізняється від процедури ухвалення конституції можливістю використання стосовно них права «вето» президента.

Зазвичай, порядок прийняття органічних законів і порядок внесення змін до них відрізняються від аналогічного порядку для звичайних законів в сторону підвищених вимог до голосування. Такий порядок робить, органічні закони більш стабільними і менш схильними до змін в порівнянні зі звичайними законами. Поява органічних законів пов'язана з конституційною теорією і практикою Франції 19 ст. Сучасні особливості проходження проєкт і пропозицій органічних законів визначені ст. 46 Конституції Франції.